# Svetlobno onesnaženje
Besedna zveza svetlobno  onesnaženje pomeni vsak neposreden ali posreden vnos umetne svetlobe v okolje, kar povzroči povečanje naravne osvetljenosti okolja. Med drugim povzroča zdravstvene težave, onemogoča vidnost zvezd v mestih, moti astronomska opazovanja, trati energijo in moti ekološke sisteme. Od 80-tih let 20. stoletja se razvija javno gibanje proti svetlobnem onesnaževanju - gibanje za temno nebo, ki si prizadeva za zmanjšanje svetlobnega onesnaževanja. Področje zunanje razsvetljave je tudi v vse več državah urejeno z zakoni. V Sloveniji imamo v ta namen od leta 2007 Uredbo o mejnih vrednostih svetlobnega onesnaževanja okolja.
Svetlobno onesnaževanje je stranski učinek industrijske civilizacije, predvsem pa je zanj krivo neustrezno projektiranje, pomanjkanje stroke in ne-ozaveščenost tistih, ki se ukvarjajo z zunanjo razsvetljavo. K problemu pretirane razsvetljave dodajajo svoje tudi nizke cene električne energije in naprav za osvetljevanje oz. napačna davčna politika.

## Definicija
Med strokovnjaki kroži več možnih definicij svetlobnega onesnaženja. V Uredbi mejnih vrednostih svetlobnega onesnaževanja okolja je definirana kot »emisija svetlobe iz virov svetlobe, ki poveča naravno osvetljenost okolja.« Mednarodna komisija za razsvetljavo (International Commission on Illumination - CIE) ne uporablja termina 'svetlobno onesnaževanje', pač pa namesto tega uporablja izraz 'vsiljena svetloba'.

## Največji vzroki onesnaženja
- Nezasenčene svetilke
- Nepravilno nameščene svetilke
- Svetlobni snopi
- Oglaševalski objekti
- Previsoki nivoji osvetlitve

Posebej škodljiva je uporaba neusmerjenih svetil, na primer svetil, ki enako svetijo v nebo kot v tla. K svetlobnemu onesnaženju zlasti prispeva osvetljevanje, hoteno ali nehoteno, usmerjeno poševno navzgor. Poševni žarki najdlje potujejo skozi ozračje in imajo veliko možnosti, da se odbijejo od delcev v ozračju, kar povzroča nočni sij nad mesti in drugimi močnimi viri svetloba ter povzroča bleščanje. Zato je za zmanjševanje svetlobnega onesnaževanja pomembno, da svetilke svetijo 0 % nad vodoravnico. Navpični žarki najhitreje zapustijo ozračje in imajo manj možnosti za sipanje.

## Nepotrebno osvetljevanje
Medtem ko je umetna svetloba v nočnem času v določeni meri potrebna za varnost, pa v nekaterih okoljih ni potrebna. Tako npr. razsvetljava ne spada nujno v naravna območja, ne potrebujemo je na praznih parkiriščih ali drugih neobljudenih odprtih površinah, avtocestah, priključkih na avtocesto in drugod. Ceste, ki so namenjene samo motoriziranemu prometu, naj ne bi bile osvetljene, medtem ko pešci v mestih svetlobo praviloma potrebujejo. Prav tako naj majhne vasi ne bi potrebovale razsvetljave v enaki meri kot je ta potrebna v mestih.

### Posledice
Povzroča zdravstvene težave, onemogoča vidnost zvezd v mestih, moti astronomska opazovanja, trati energijo in moti ekološke sisteme.

#### Energetska potratnost
Nezasenčene svetilke v nebo pošiljajo več svetlobe kot je potrebno. To pomeni, da za nepotrebno svetlobo tudi proizvedejo energijo, pri tem pa ustvarjajo okoljske stroške, vključno z emisijami CO2.

#### Okoljska škoda
Naravni ritem dneva in noči je nujno potreben za normalno delovanje večino živega sveta. Od metuljev, ptic, netopirjev, želv, žuželk in drugih vrst živali potrebuje temo oz. zvezde na nebu za orientacijo, izpolnjevanje prehranjevalnih potreb, parjenje ipd. Prekomerna umetna svetloba v nočnem času v nekaterih ekosistemih že resno ogroža posamezne vrste.

#### Zdravstvena tveganja
Naravni bioritem dneva in noči je izrednega pomena za človekovo zdravje. Vnos svetlobe v nočnem času med spanjem prekine tvorbo melatonina, zaščitnega onkostatičnega hormona in antioksidanta. Vse več dokazov potrjuje hipotezo, da je zmanjšano nastajanje melatonina vzrok za povečano pogostnost pojavljanja raka na prsih, prostati in debelem črevesu. Motnje spanja povzročajo oziroma so tudi eden izmed poglavitnih vzrokov in simptomov depresij.

#### Znanstvene
Sij neba onemogoča optimalna astronomska opazovanja. Poleg hobija amaterjem je astronomija najstarejša in pomembna znanost. Stara resnica je, da je vesolje okno v svet. Naravno nočno nebo pa je tudi naša skupna naravna in kulturna dediščina, in njegovo opazovanje ter doživljanje je pravica vsakega posameznika. Številne starodavne kulture so črpale duhovni in umetniški navdih prav iz opazovanja vesolja.

#### Varnostne
Prepričanje, da več svetlobe tudi povečuje varnost je že dlje časa ovrgljivo. Nezasenčena svetloba, ki povzroča bleščanje, je voznikom v resnici celo škodljiva in resno ogroža varnost v prometu. Znano pa je tudi, da nižje stopnje kriminala niso povezane z večjo ali manjšo stopnjo osvetljenosti krajev. Vzroki kriminala so predvsem družbeni.

#### Estetske
Vsiljevanje svetlobe v naravno nočno okolje v večini primerov kvari krajino, kjer je noč ravno tako posebna.
Največje svetlobno onesnaženje se pojavlja v razvitih industrijskih deželah.